# Zygoballus remotus
Zygoballus remotus es una especie de araña saltadora nativa de Guatemala. Fue descrita por primera vez por los aracnólogos George y Elizabeth Peckham en 1896.